# Scotland Yard contre X
Pour plus de détails, voir Fiche technique et Distribution.
Scotland Yard contre X (titre original : The Secret Partner) est un film britannique réalisé par Basil Dearden, sorti en 1961.

## Synopsis
John Brent (Stewart Granger), que la justice a reconnu jadis coupable d'une escroquerie, est devenu (après avoir changé d'identité) le respectable co-directeur d'une compagnie maritime. Mais son passé le rattrape lorsque Beldon (Norman Bird), un dentiste qui exerça à la prison où il était incarcéré sous le nom de John Wilson, le reconnaît et le fait chanter. Quand le coffre de l'entreprise, dont Brent est l'un des deux seuls à posséder la clé, est cambriolé, il est soupçonné par la police. Il réussit néanmoins à démontrer son innocence tout en confondant le maître-chanteur. Cependant, le commissaire Hanbury (Bernard Lee), dont c'est la dernière affaire avant son départ à la retraite, n'est pas entièrement convaincu : John Brent est-il vraiment innocent, et quel est le rôle de son épouse Nicole (Haya Harareet) dans cette affaire ?

## Fiche technique
- Titre original : The Secret Partner
- Réalisation : Basil Dearden, assisté de George Pollock
- Scénario : David Pursall et Jack Seddon
- Script-girl : June Faithfull
- Musique composée et dirigée par : Philip Green
- Décors : Elliot Scott, Alan Withy
- Costumes : Felix Evans
- Photographie : Harry Waxman
- Son : A.W. Watkins
- Cadreur : Ernest Day
- Montage : Raymond Poulton
- Casting : Irene Howard
- Production : Michael Relph
- Société de production : Metro-Goldwyn-Mayer British Studios
- Société de distribution : Metro-Goldwyn-Mayer
- Pays d'origine :  Royaume-Uni[1],  États-Unis[2]
- Format : Noir et blanc – Mono – 1.85 : 1
- Genre : Film policier [3]
- Durée : 91 minutes
- Dates de sortie : 
  -  États-Unis : 15 mars 1961
  -  Royaume-Uni : mai 1961
  -  France : 26 juillet 1961

## Distribution

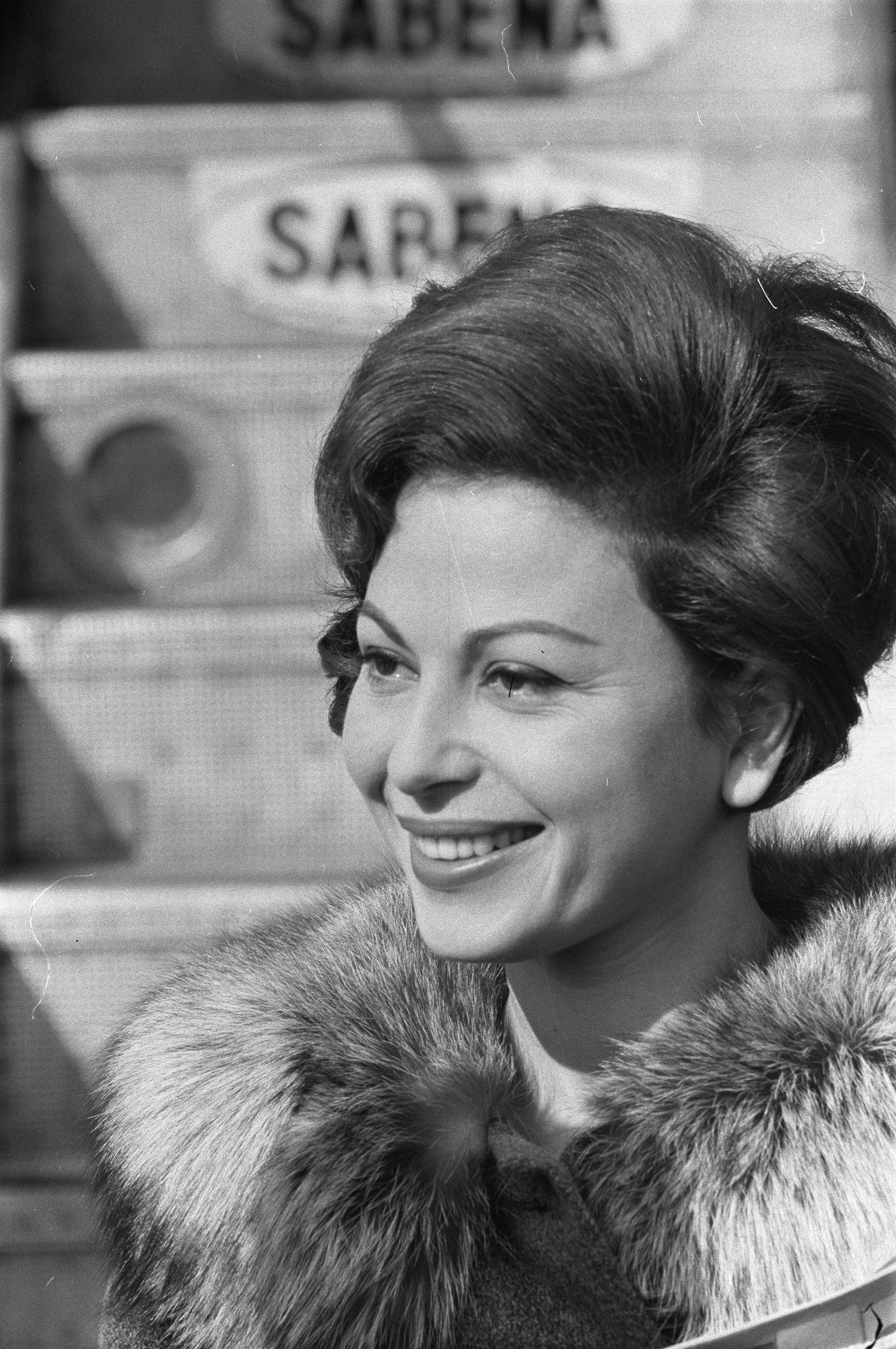
Haya Harareet.

- Stewart Granger (VF : Roland Ménard) : John Brent / John Wilson
- Haya Harareet (VF : Nadine Alari) : Nicole (Nikki) Brent
- Bernard Lee (VF : Louis Arbessier) : le superintendant (commissaire) Frank Hanbury
- Hugh Burden (VF : Jacques Thébault) : Charles Standish
- Lee Montague (VF : Marcel Bozzuffi) : l'inspecteur Tom Henderson
- Melissa Stribling (VF : Nelly Delmas) : Helen Standish
- Conrad Phillips (VF : Roger Rudel) : Dr. Alan Richford
- John Lee (VF : Michel Roux) : Clive Lang
- Norman Bird (VF : Teddy Bilis) : Ralph Beldon
- Peter Illing (VF : Albert Médina) : Strakarios
- Basil Dignam (VF : Michel Gatineau) : Lyle
- William Fox (VF : François Valorbe) : Brinton
- George Tovey (VF : Pierre Trabaud) : Vickers
- Willoughby Goddard (VF : Paul Bonifas) : l'hôtelier
- Paul Stassino (VF : Serge Sauvion) : l'homme interrogeant Jane, la prostituée
- Sidney Vivian (VF : Lucien Bryonne) : le contremaître des docks
- Peter Welch (VF : Jacques Mancier) : l'agent de police McLaren
- Colette Wilde : jane, la prostituée en voiture
- Dorothy Gordon : Miss Kerrigan, la secrétaire du dentiste
- Joy Wood : Maggie, la secrétaire de Brent